# Hiratsuka Yuto
Hiratsuka Yuto (sinh ngày 13 tháng 4 năm 1996) là một cầu thủ bóng đá người Nhật Bản.

## Sự nghiệp câu lạc bộ
Hiratsuka Yuto hiện đang chơi cho Mito HollyHock.